# Erhard II. Spede
Erhard II. Spede war Abt des Klosters Waldsassen von 1493 bis 1494.
Erhard II. war der 28. Abt des Klosters Waldsassen. Er stammte aus Eger. Sein Abbatiat war nur von kurzer Dauer.